# 防寒着

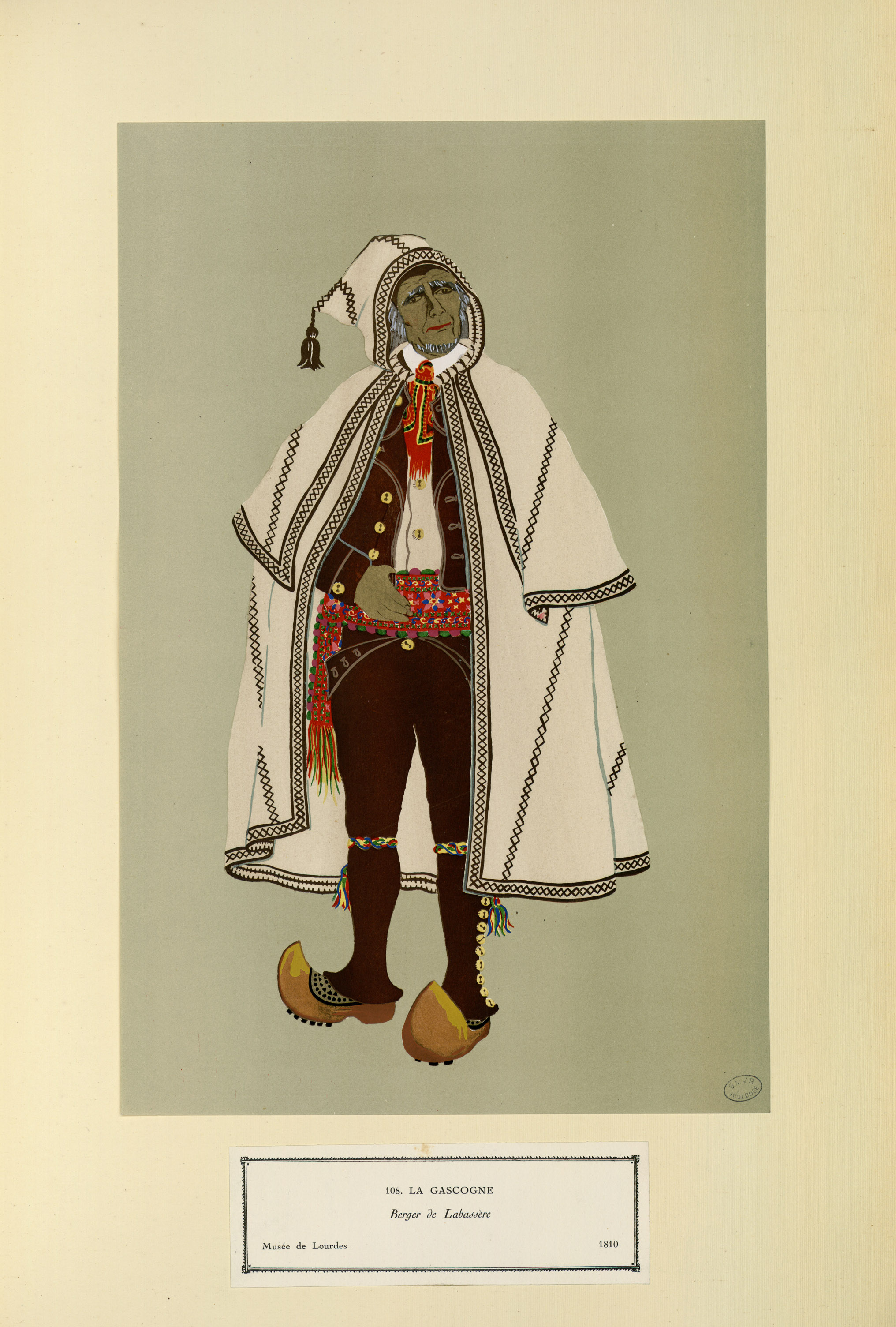
19世紀初頭、フランスのガスコーニュの羊飼いの服装。フードつきのマントを着ている。

防寒着（ぼうかんぎ）は、寒さを防ぐための衣服のことである。
特にコート、ジャケット、などのアウターウェアだけでなく、股引（ズボン下）タイツや毛糸のパンツ等の下着、腹巻き、帽子、襟巻き、手袋、耳当て、レッグウォーマー、靴下（ホーザリー）、ブーツも含まれる。

## 概説
ヨーロッパの伝統的な防寒着のひとつとしてセーターが挙げられる。
一説によると、11世紀のことノルマン人が地中海世界のシチリアにまで進出した折、イスラム世界の手芸技術と接触、それを学んで持ち帰り、ノルマン人の地元のイギリス海峡のガーンジー島やジャージー島に伝えたのが欧州のセーターの起源だともいう。

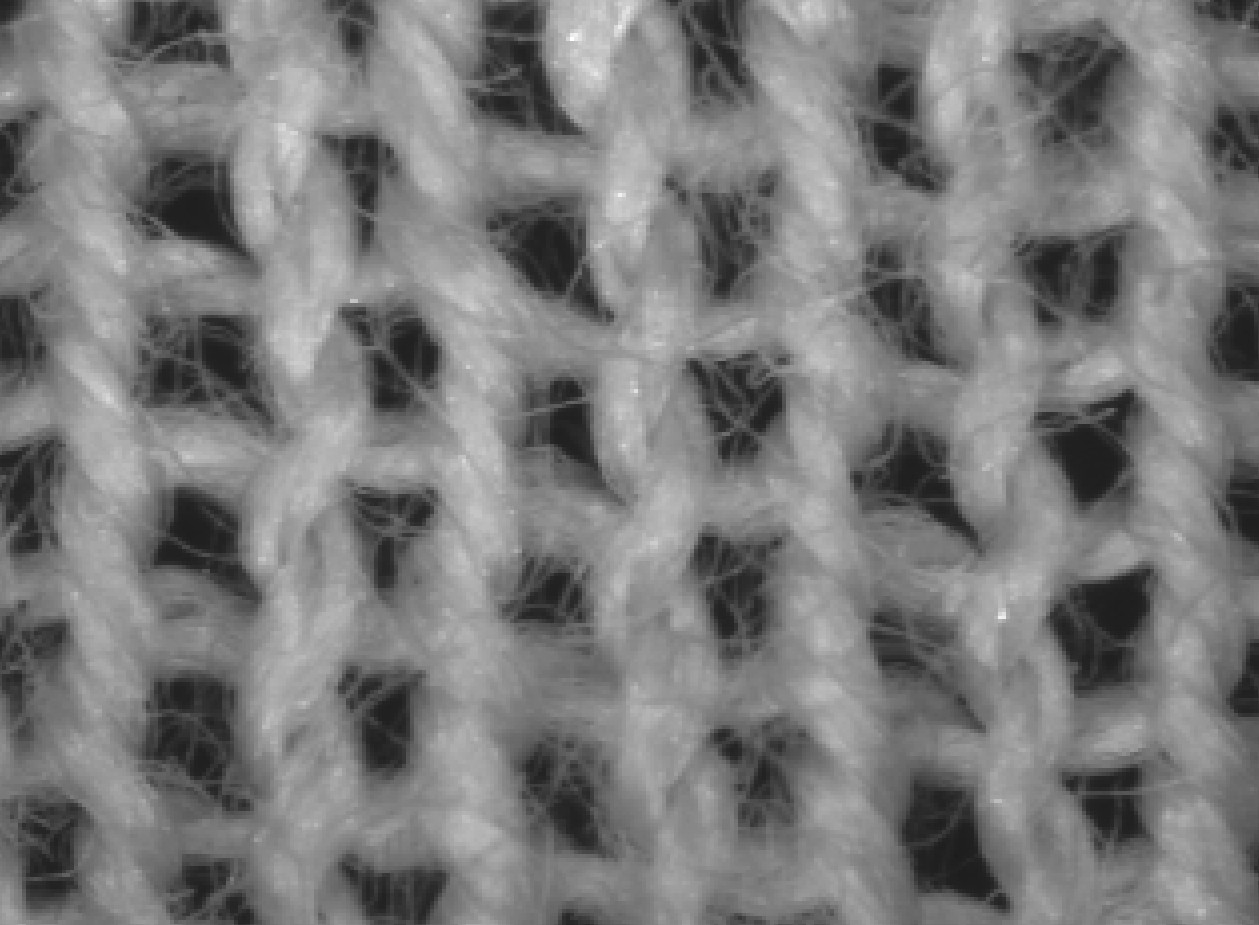
ジャージー編み

ジャージー島では、ウールや木綿を用いてプルオーバー式の編み物の服が作られるようになった。これはJersey（ジャージー）と呼ばれている。そしてこれが今日「セーター」という言葉で一般に思い描かれるものに相当する。

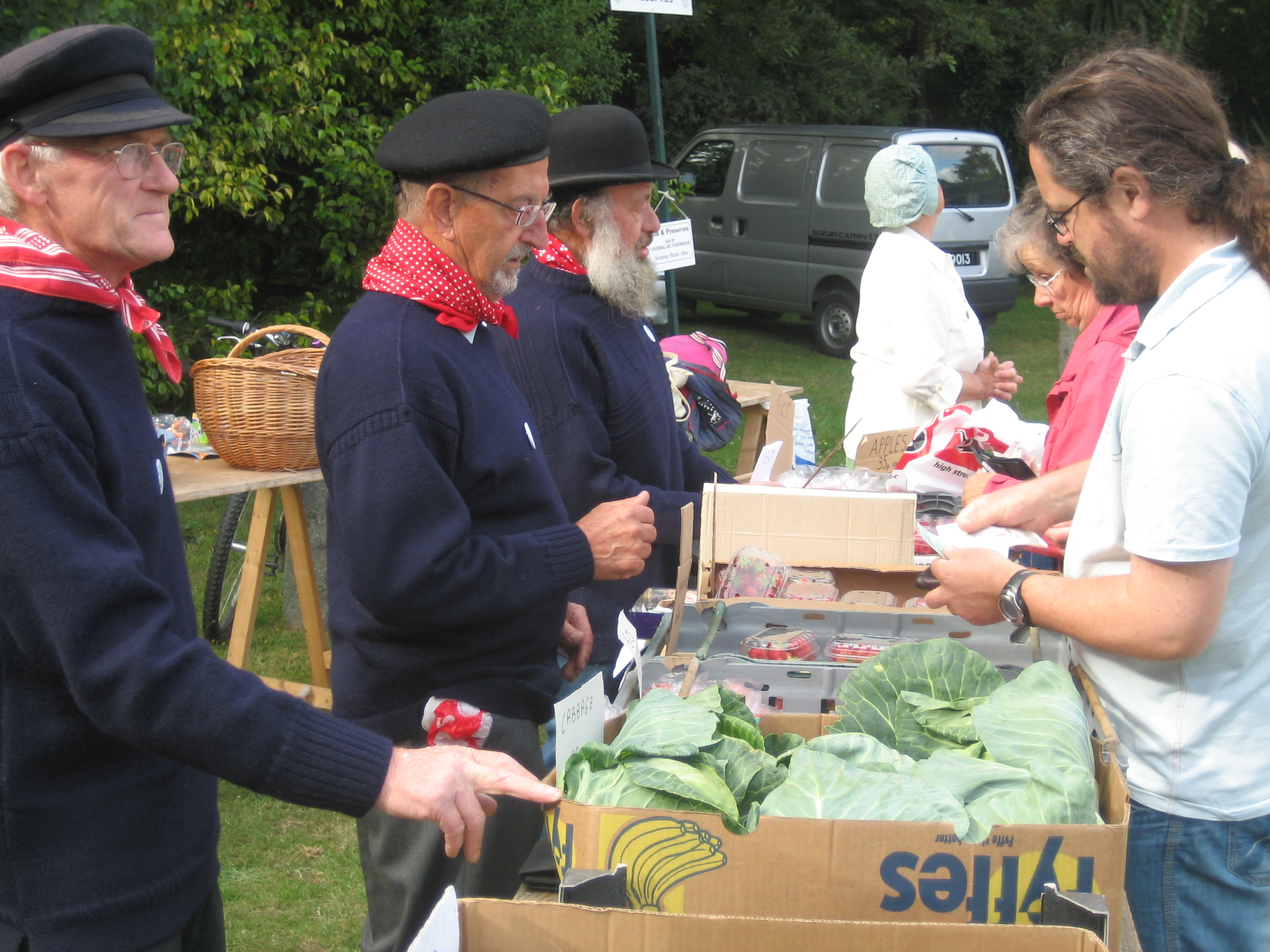
「ガーンジー」と呼ばれる編み物を着るガーンジー島の男たち

ガーンジー島というのはジャージー島の近くにある島であるが、同島は英王室と深い繋がりがあり、15世紀からイングランドからウールを輸入して編み物として加工しノルマンディーやスペインに輸出することを始めていた。ガーンジー島の編み物は漁師の服として用いられるようになった。寒い海で働く漁師らは、暖かくて、仕事向きで、海で水しぶきを浴びても大丈夫な服を求めていた。糸をしっかりと撚り、堅く編んだ編み物は、水しぶきや雨を防ぐのに向いていた。その編み物は編み柄を特徴とし、伝統的に漁師の妻によって編まれ、その編み柄は母から娘へと伝えられた。この防寒着をイギリスやフランスなどの漁師たちが着るようになり、Guernsey（ガーンジー）と呼ばれるようになった。

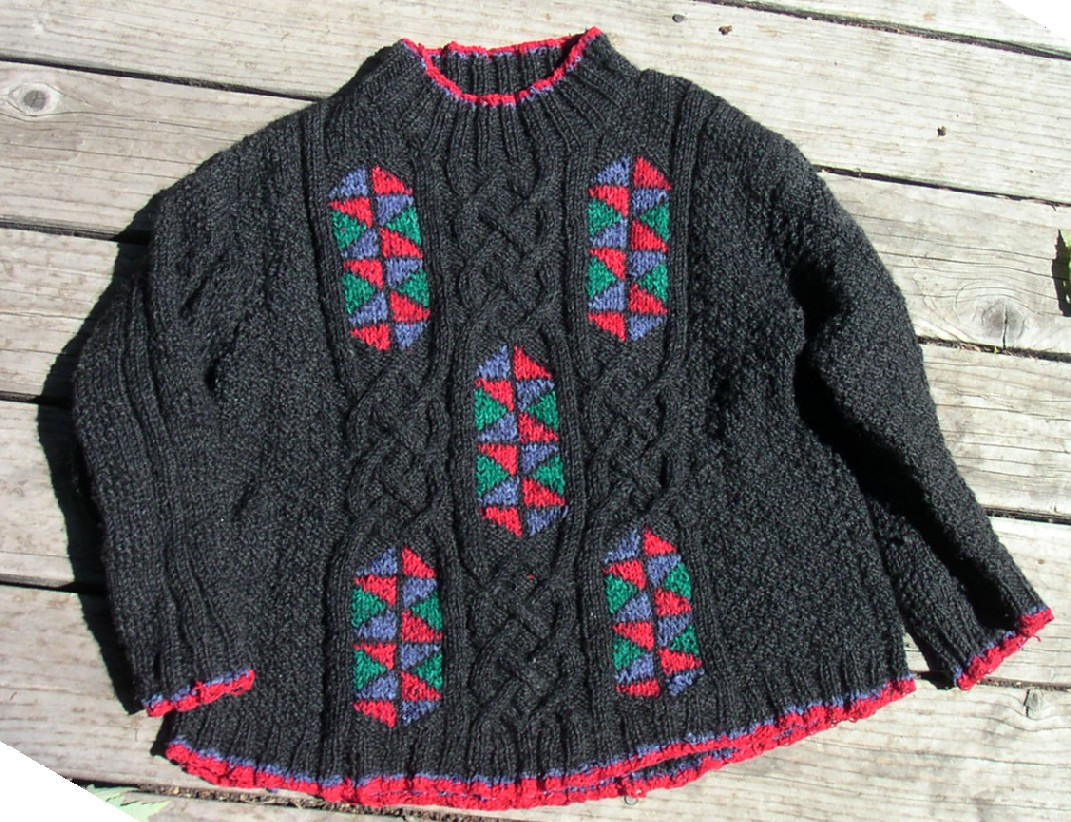
アランセーター

アラン諸島と結びつけられて考えられているアランセーターは「フィッシャーマン・セーター」とも呼ばれ、今日では（ジャージー同様に）やはり「漁師が海で着る」と語られ、アランセーターの売り手の話では一般に「編み柄には、冷たくて厳しい海へと漁に出る夫の無事と豊漁を願う女たちの愛や祈りが込められている」とされ、アランセーターの編み柄の組み合わせは各家の編み手ごとに異なっていて、母から娘へと伝えられ、ちょうど日本の家紋のような役割を果たしていて、漁で不幸にも溺死者が出て岸に打ち上げられた時には、着ているセーターの柄のおかげその身元が判り家族のもとへと遺体が返った、というお話になっている。だが、（歴史の長いジャージー島やガーンジー島のセーターとは異なり）アラン諸島のセーターに関しては20世紀になってから編まれるようになったらしい。

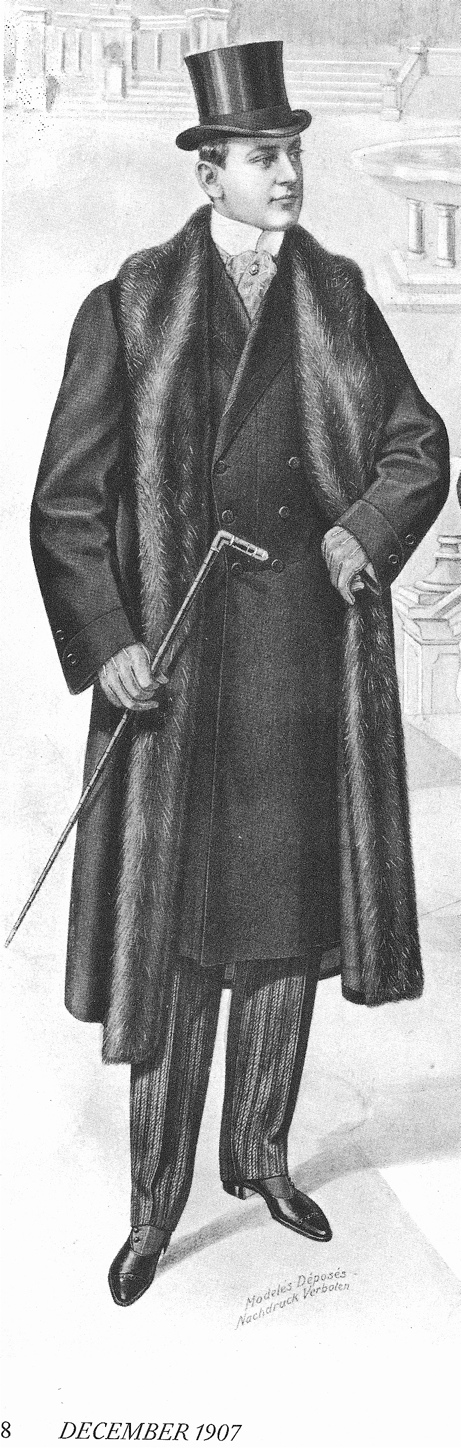
外套

ヨーロッパでは18世紀や19世紀ころ、コート（外套）を着ることが一般化していた。
20世紀、2度の世界大戦の間に、パイロットが寒いコクピットで着るための機能的なジャケット（フライトジャケット）が作られるようになった。
20世紀半ばには、欧米で、街着としてフライトジャケットに類似したジャケット（ジャンパー）を着用することが流行した。
21世紀の初頭から、フリース素材の防寒着が世界的に普及しはじめた。日本では防寒着のなかでも、一番外側に着るのを英語風に「アウター」、内側に着るものを「インナー」などと呼ぶことが行われるようになった。

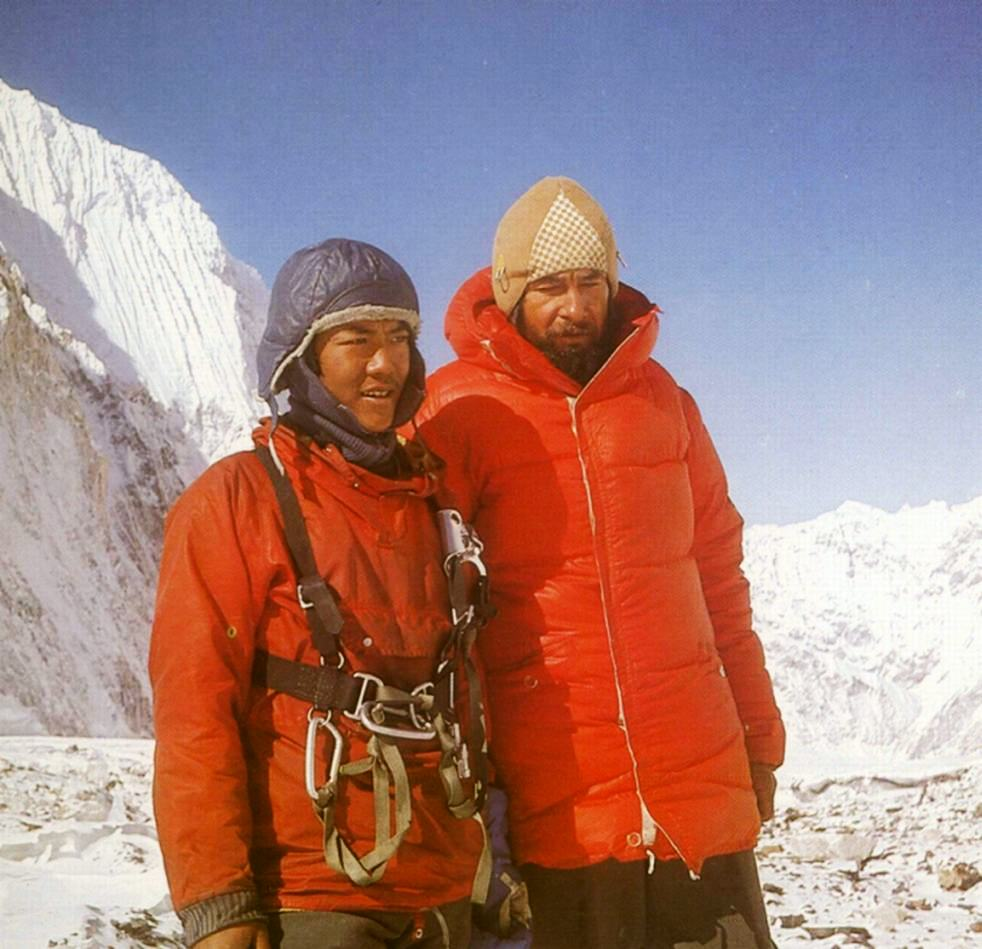
1980年のエヴェレスト登山者の防寒着

登山では、以前はセーターやアノラック、ヤッケ（ウィンドブレーカー的なジャケット）などが使用されていたが、最近ではフリースやダウンジャケットおよび透湿防水 ウェア（ゴアテックスなど）を着用することが一般的である。
スキーでは、初期の段階はもっぱら登山家がスキーを行っていたので、当時の登山同様にセーター、ヤッケ、アノラックなどを着用していたが、20世紀後半には化学繊維でできていて、スキー用に様々な工夫をこらした専用のスキーウェアが普及した。最近ではスキーやスノーボード用としては透湿防水素材を用いたウェアが多い。

## 日本

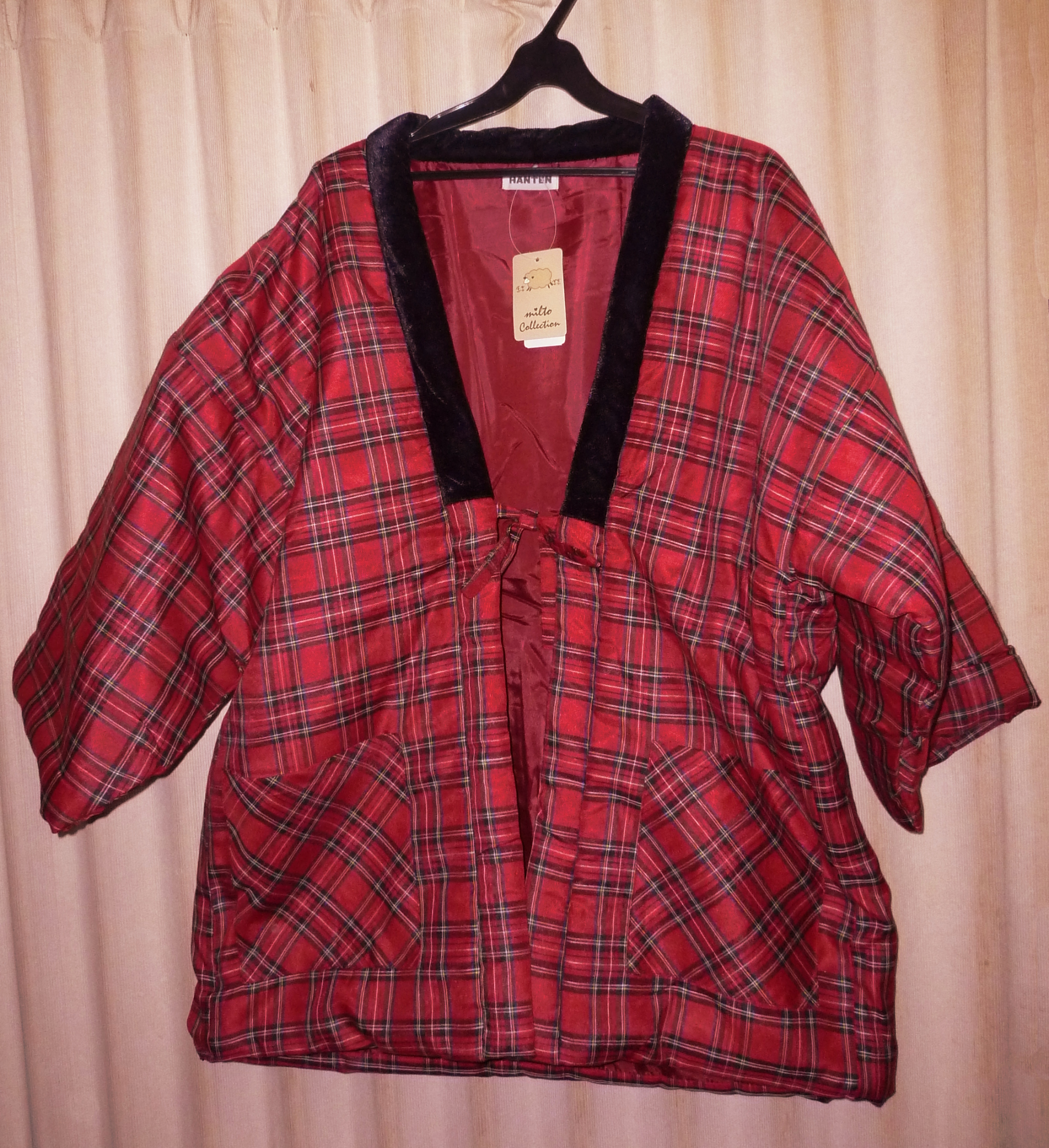
綿入れの半纏

日本では大戦の後しばらくは、暖房と言っても囲炉裏、火鉢、炬燵などくらいで、身体を暖かく保つには衣類に頼るところが大きかった。当時の防寒着と言えば、羽織、半纏、掻巻、ひっぱり、「でんち」と呼ばれる袖なしのちゃんちゃんこ、などであり、それを必要に応じて重ね着していた。羽織がおしゃれを意識した外出着だったのに対して、半纏は実用的な防寒着であった。ひっぱり や でんち　は仕事着であった。ところで綿入れは、表布と裏布の間に綿（基本的に木綿の綿）を入れて仕立てたものであり、当時 防寒着として欠かせないものであったのであり、羽織、半纏、丹前（男性用の家庭用の全身の防寒着、「どてら」とも言う）などが綿を入れて仕立てられた。
養蚕地では真綿（上質ではない繭を精錬した後、水中で木枠に広げたもの）を首に巻いたり、襦袢の上に着て防寒に用いた。また、この真綿を着物の背中部分や、全体に薄く入れたものがあり、これらはかさばらずに暖かいものであった（背負い真綿）。
明治後半には日本で男性用に「とんび」と呼ばれる、和洋折衷の外套が広まったが、これは1枚で1.8kgもあるもので、当時の仕事着の裂織などもやはり2kgを越えていて、当時、服が「暖かい」ということは「重い」ということを意味していた。

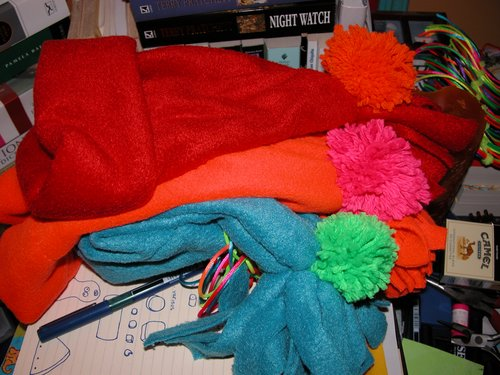
フリースの衣料